# Jan Houghton
Svatý Jan Houghton, O.Cart. (1485 Essex – 4. května 1535 Tyburn) byl anglický římskokatolický duchovní, člen kartuziánského řádu, který zemřel mučednickou smrtí, protože odmítl uznat svrchovanost krále Jindřicha VIII. nad církví. Katolická církev jej uctívá jako světce a mučedníka.

## Život
Pocházel z Essexu, kde se narodil v roce 1485. Studoval teologii a práva v Cambridge a byl vysvěcen na kněze. Čtyři roky působil v diecézní duchovní správě, poté vstoupil do kartuziánského řádu. Stal se převorem londýnské kartouzy. Poté, co se Jindřich VIII. prohlásil hlavou nové státní anglické církve, rozhodl, aby jeho svrchovanost uznali i řadoví duchovní. Kartuziáni vyslali deputaci ke královskému zmocněnci Thomasi Cromwellovi s prosbou, aby jim byla udělena výjimka. Deputaci tvořili Jan Houghton jako převor londýnské kartouzy, převor z kartouzy Beauvale Robert Lawrence a převor kartouzy v Epworthu Augustin Webster. Cromwell mnichy odbyl a nechal je uvěznit. Následně byli odsouzeni k smrti.
Byli jedněmi z prvních obětí nově prosazeného zákona o supremaci panovníka nad církví.
Poprava se konala 4. května 1535 v Tyburn. S trojicí kartuziánských mnichů byl na smrt veden také řeholník z Řehole sv. Brigity, Richard Reynolds. Samotná poprava byla velice brutální. Odsouzenci byli oběšeni, ještě než se stačili uškrtit, byly jim vytrhány vnitřnosti a jejich mrtvoly byly následně rozčtvrceny. Houghton byl popraven jako první před zraky svých spolubratrů. Po něm byli popraveni zbylí dva kartuziáni, a nakonec Richard Reynolds.

## Beatifikace a kanonizace
Jana Houghtona beatifikoval v roce 1886 papež Lev XIII., a kanonizován byl jako jeden z tzv. Čtyřiceti mučedníků Anglie a Walesu 25. října 1970 papežem sv. Pavlem VI. Liturgická památka umučených kartuziánů připadá na výroční den jejich smrti – 4. květen.